# Angelo Baiguini
Angelo Baiguini (Costa Volpino, 19 dicembre 1964) è un conduttore radiofonico e conduttore televisivo italiano.

## Biografia
All'età di 16 anni ha iniziato come disc jockey dai microfoni di RTL 98, un'emittente locale, cui sono seguite altre esperienze radiofoniche.
Il 1º agosto 1989 inizia a collaborare con RTL 102.5 e ne diventa in poco tempo una delle voci più note. Conduce vari programmi di musica e intrattenimento, fra questi: da Non stop news a Una poltrona per due con Harold "Harry" Davies e molti altri, fino all'attuale W l'Italia, in onda dal lunedì al giovedì dalle 11 alle 13. Al fianco della redazione di RTL ha maturato un'esperienza giornalistica, ed è diventato un giornalista professionista nell'anno 2000.
In tv ha condotto varie serate e programmi, come la classifica dei dischi più venduti nel programma Super d'Italia 1 e lo Space Jam Show. Per Rai 1 ha condotto l'edizione 2001 di Sanremo Rock and Trend.
Ha presentato quattro edizioni della Festa della Musica, al fianco di Pippo Baudo (per due volte, ai Fori Imperiali), Carlo Conti e Vanessa Incontrada. È protagonista del tributo a Alex Baroni con Fabrizio Frizzi. Inoltre ha condotto Radio in Piazza nel 2000 e il Vodafone Radio Live durante l'estate del 2003, con Megan Gale, tour che anche nell'estate 2004 ha avuto un enorme successo. È stato anche il conduttore della Notte Bianca di Milano nel 2004 e nel 2005, con oltre 120.000 persone in Piazza Duomo.
Dall'estate 2013 fino al 2016 ha condotto con Alessia Marcuzzi e Rudy Zerbi il Summer Festival, trasmissione musicale estiva di Canale 5. È intervenuto come giurato a Sanremo Young edizioni 2018 e 2019, entrambe condotte da Antonella Clerici e trasmesso su Rai 1.
Divenuto direttore artistico di RTL 102.5, conduce tutti i giorni insieme a Federica Gentile e Daniela Collu dal lunedì al giovedì, dalle 11 alle 13, il programma W l'Italia. Dal 2017 fino al 2021 ha condotto 5 edizioni del Power Hits Estate, l'evento musicale di RTL 102.5 in diretta dall'Arena di Verona.